# 932 (číslo)
Devět set třicet dva je přirozené číslo. Římskými číslicemi se zapisuje CMXXXII a řeckými číslicemi ϡλβ´. Následuje po čísle devět set třicet jedna a předchází číslu devět set třicet tři.

## Matematika
932 je:
- Deficientní číslo
- Složené číslo
- Nešťastné číslo

## Astronomie
- (932) Hooveria je planetka hlavního pásu, kterou objevil v roce 1920 Johann Palisa
- NGC 932 je spirální galaxie v souhvězdí Berana

## Roky
- 932
- 932 př. n. l.